# Thaddée Matura
Thaddée Matura OFM (ur. 24 października 1922 w Zalesiu Wielkim, zm. 5 stycznia 2020 w Montrealu) – kanadyjski historyk i badacz duchowości franciszkańskiej pochodzenia polskiego, teolog biblista, franciszkanin, kapłan.

## Życiorys
Urodził się w rodzinie Franciszka i Franciszki zd. Sieńskiej. W 1929 rodzina przeniosła się do Łoniowej nad Dunajcem, gdzie Tadeusz uczęszczał do szkoły powszechnej. W 1933 rodzina powróciła do Zalesia Wielkiego, gdzie o. Tadeusz ukończył szkołę podstawową. W 1935 wstąpił do Kolegium Serafickiego w klasztorze w Kobylinie prowadzonego przez franciszkanów z Prowincji Wniebowzięcia Najświętszej Maryi Panny Zakonu Braci Mniejszych. W 1939 wraz z rodziną wyemigrował do Kanady. Kontynuował naukę w niższym seminarium zakonnym tego samego zakonu w Edmonton w Albercie.
Do Zakonu Braci Mniejszych wstąpił w Lennoxville 7 kwietnia 1940. Pierwszą profesję złożył 13 kwietnia 1941. Filoofię studiował w Quebecu we Franciszkańskim Studium Prowincjalnym. Studia teologiczne ukończył w Montrealu. Święcenia kapłańskie przyjął 27 czerwca 1948.
W 1950 wyjechał do Rzymu, gdzie w Antonianum uzyskał tytuł doktora teologii na podstawie pracy z teologii biblijnej "O pustyni w Nowym Testamencie". W latach 1953–1955 kontynuował studia z teologii biblijnej we Franciszkańskim Studium Biblijnym w Jerozolimie. Wróciwszy do Rzymu zdał egzamin z Pisma Świętego przed watykańską komisją biblistyczną, zdobywając tytuł licencjusza z Pisma Świętego.
Po powrocie do Kanady wykładał w latach 1955-1964 biblistykę i liturgikę w seminarium duchownym macierzystej prowincji zakonnej. W tym czasie prowadził również wykłady na innych uniwersytetach w Quebecu i Montrealu. W latach 1964–1972 mieszkał we Francji, będąc członkiem franciszkańskiej wspólnoty przy ośrodku ekumenicznym w Taizé.
Po 1976 o. Matura rozpoczął prace badawcze nad źródłami duchowości Zakonu Franciszkańskiego, próbując dokonać syntezy myśli i duchowości św. Franciszka z Asyżu. owocem badań było m.in. nowe łacińsko-francuskie wydanie jego pism św. Franciszka w kolekcji Sources chrétiennes. W latach 1980–1993 o. Matura był magistrem nowicjatu, w latach 1982-1990 definitorem prowincji, zaś w latach 1983-1990 gwardianem wspólnoty w Grambois pod Aix-en-Provence. Był wzywany jako konsultant na kapituły generalne zakonu do Asyżu w latach 1976 i 2006. W 1985 współpracował przy redakcji nowego łacińsko-francuskiego wydania pism Klary z Asyżu. W latach 80. XX w. włączył się w prace prowadzące do zatwierdzenia nowych Konstytucji Generalnych Zakonu. Ogłoszono je w 1987. Pracował również w następujących komisjach zakonu: ds. Sprawiedliwości i Pokoju, priorytetów życia duchowego - Serce skierowane do Pana, życia braci w krajach postradzieckich. Prowadził stale wykłady w różnych ośrodkach naukowych na terenie Europy i w Instytucie Ekumenicznym Tantur w Jerozolimie. Teolog wielokrotnie odwiedzał Polskę. Szereg jego książek doczekał się tłumaczeń na inne języki w tym na język polski.

## Publikacje
- 1967 − Célibat et communauté (Celibat i wspólnota)
- 1971 −  La vie religieuse au tournant (Życie zakonne u progu przemian)
- 1973 − La naissance d'un charisme. Une lecture de la lère Règle de François d'Assise (Początek łaski. Lektura „Reguły zatwierdzonej” Franciszka z Asyżu) jako współautor
- 1977 − Le projet évangélique de François d'Assise d'aujourd'hui (Projekt ewangeliczny Franciszka z Asyżu dzisiaj)
- 1978 − Le radicalisme évangélique (Radykalizm ewangeliczny)
- 1981 − Écrits seria "Sources chrétiennes" (Pisma św. Franciszka z Asyżu, współredaktor)
- 1981 − Un chemin d'Évangile. L'esprit franciscain hier et aujourd'hui (Droga Ewangelii. Duch franciszkański wczoraj i dziś)
- 1983 − Suivre Jésus (Naśladować Jezusa)
- 1983 − Écrits seria "Sources chrétiennes" (Pisma św. Klary z Asyżu, współredaktor)
- 1988 − Une absence ardente (Płonąca nieobecność)
- 1990 − «Dieu le Père très saint», contemplé par François (Najświętszy Bóg Ojciec w kontemplacji św. Franciszka)
- 1991 − Chants de terre étrangère (Pieśni z obcej krainy) poezje zebrane z lat 1944-1983
- 1994 − Prier 15 jours avec François d'Assise (Piętnastodniowa modlitwa ze św. Franciszkiem z Asyżu)
- 1995 − Le livre d'Angèle de Foligno (Księga Anieli z Foligno)
- 1996 − François d'Assise „auteur spirituel”. Le message de ses écrits (Franciszek z Asyżu – „autor duchowy”. Przesłanie jego pism)
- 2000 − François d'Assise, maître de vie spirituelle (Franciszek z Asyżu – mistrz życia duchowego)
- 2002 − Identità francescana ieri e oggi (Tożsamość franciszkańska wczoraj i dziś)

## Tłumaczenia na język polski
- 1997 − Święty Franciszek z Asyżu. Kraków: Wydawnictwo "M". ISBN 83-87243-52-3. Brak numerów stron w książce
- 1999 − Św. Franciszek z Asyżu na nowo odczytany. Kraków: Wydawnictwo "M". ISBN 83-7221-187-6. Brak numerów stron w książce
- 2000 − Duchowość św. Franciszka z Asyżu a nasze problemy współczesne. Kraków: Wydawnictwo "M". ISBN 83-7221-167-1. Brak numerów stron w książce
- 2001 − Płomienna nieobecność ku doświadczeniu Boga. Kraków: Wydawnictwo "M". ISBN 83-7221-337-2. Brak numerów stron w książce